# Palazzo d'Acuña
Il palazzo d'Acuña è un edificio di valore storico e architettonico di Napoli, ubicato in via Egiziaca a Pizzofalcone.

## Storia e descrizione
Alla fine del XVI secolo la famiglia d'Acuña acquistò le proprietà, con palazzi e giardini, di due lotti contigui, uno su via Monte di Dio e l'altro su via Egiziaca a Pizzofalcone. A metà '700 il palazzo su via Egiziaca venne radicalmente rinnovato da Bartolomeo Vecchione, sempre per volontà della famiglia d'Acuña. Nella prima metà del XIX secolo subisce la sopraelevazione di un piano che gli conferisce l'attuale aspetto definitivo.
Il palazzo presenta una facciata di cinque piani; al centro del basamento si apre un pregevole portale in piperno a bugne alterne a punta di diamante, dalla palese ispirazione sanfeliciana. Il piccolo androne, dalla volta riccamente decorata in stucco, introduce al cortile a pianta rettangolare, dominato sul fondo da un'imponente scala aperta a tre arcate che conduce agli appartamenti.
Il palazzo attualmente è adibito a condominio privato e si presenta in discrete condizioni conservative.